# Uvanilla babelis
Uvanilla babelis is een slakkensoort uit de familie van de Turbinidae. De wetenschappelijke naam van de soort is voor het eerst geldig gepubliceerd in 1874 door P. Fischer.